# Ron Solt
Pour les articles homonymes, voir Solt (homonymie).
(en) Statistiques sur pro-football-reference
Ronald Matthew Solt (né le 19 mai 1962 à Bainbridge) est un joueur professionnel de football américain qui évoluait au poste d'offensive lineman. Il joua dans la National Football League pour les Colts d'Indianapolis et les Eagles de Philadelphie.
Il a fait partie de l'échange historique impliquant John Elway entre les Colts et les Broncos de Denver en 1983.